# Sydney Cove (Heard)
Die Sydney Cove ist eine offene Bucht der Insel Heard im Archipel der Heard und McDonaldinseln im südlichen Indischen Ozean. Sie liegt unmittelbar südöstlich von Red Island an der Nordseite der Laurens-Halbinsel.
Das Bucht ist erstmals auf Kartenskizzen des US-amerikanischen Robbenfängerkapitäns H. C. Chester aus dem Jahr 1860 unter dem Namen Shanghai Bay zu finden. Wissenschaftler der Australian National Antarctic Research Expeditions nahmen 1948 Vermessungen und eine Umbenennung vor. Neuer Namensgeber ist die australische Stadt Sydney.